# Periphyllidae
Periphyllidae is een familie van neteldieren uit de klasse van de Scyphozoa (schijfkwallen).

## Geslachten
- Nauphanthopsis Fewkes, 1886
- Pericolpa Haeckel, 1880
- Periphylla Müller, 1861
- Periphyllopsis Vanhöffen, 1900